# Maluszyn (gmina)
Maluszyn – dawna gmina wiejska istniejąca do 1954 roku w woj. łódzkim. Siedzibą władz gminy był Maluszyn.
W okresie międzywojennym gmina Maluszyn należała do powiatu radomszczańskiego w woj. łódzkim. Po wojnie gmina zachowała przynależność administracyjną. Według stanu z dnia 1 lipca 1952 roku gmina składała się z 12 gromad: Borzykowa, Budzów, Cieżkowiczki, Czechowiec, Krzętów, Łazów, Maluszyn, Mosty, Pągów, Pierzaki, Polichno, Pukarzew, Rogi, Sady, Silniczka, Sudzinek i Wola Życińska.
Jednostka została zniesiona 29 września 1954 roku wraz z reformą wprowadzającą gromady w miejsce gmin. Po reaktywowaniu gmin z dniem 1 stycznia 1973 roku gminy Maluszyn nie przywrócono, a jej dawny obszar wszedł głównie w skład gmin Żytno i Wielgomłyny.